# 242

242(이백사십이)는 241보다 크고 243보다 작은 자연수다.

## 수학
- 합성수로, 그 약수는 1, 2, 11, 22, 121, 242이다. 진약수의 합은 157이므로, 242는 부족수다.
- 회문수다.
- {\displaystyle 242=3^{2}+8^{2}+13^{2}}
  - 공차가 5인 세 자연수의 제곱합으로 나타낼 수 있는 수다. 이 성질을 지닌 앞의 수는 197, 다음 수는 293이다.
- {\displaystyle 242=3^{5}-1}

## 교통

### 철도
- 서울 지하철 2호선 아현역의 역번호.
- 부산 도시철도 2호선 남양산역의 역번호.
- 대구 도시철도 2호선 정평역의 역번호.

### 도로
- 일본 242번 국도(일본어판): 홋카이도 아바시리시에서 오비히로시까지 이어지는 일본의 국도.
- 현도 제242호선

## 군사
- U-242(영어판, 독일어판): 제2차 세계 대전에 사용된 나치 독일의 군용 잠수함.

## 문화유산
- 대한민국의 국보 제242호: 울진 봉평리 신라비
- 대한민국의 보물 제242호: 안동 개목사 원통전
- 대한민국의 사적 제242호: 장성 필암서원

## 방송
- 지니 TV의 유교TV방송 채널 번호.
- U+ TV의 OUN 방송대학TV 채널 번호.
- B tv 케이블의 시네마천국 채널 번호.
- KT HCN의 육아방송 채널 번호.

## 기타
- 연도: 242년, 기원전 242년